# Retour de l'U.R.S.S.
Retour de l'U.R.S.S. est un récit de voyage d'André Gide publié en novembre 1936 aux éditions Gallimard et suivi de Retouches à mon « Retour de l'U.R.S.S. » en juin 1937, réponse aux critiques et aux injures subies après le premier livre, qui
 dans lequel il déplore ce qui lui semble témoigner du culte de la personnalité de Staline et du contrôle de l'information.

## Sujet du livre
Au début des années 1930, particulièrement actif dans divers cercles antifascistes, André Gide s'intéresse au communisme et l'expérience soviétique, ce qui amène les autorités soviétiques à l’inviter en URSS. Il accepte et en janvier 1936 propose à son ami Louis Guilloux de le suivre.
Accompagné de cinq écrivains de gauche, parmi lesquels son ami Louis Guilloux, mais aussi Pierre Herbart, qui vient de témoigner contre le colonialisme, ou encore Eugène Dabit, et Jacques Schiffrin, il arrive le 14 juin 1936 à Moscou, quatre jours avant les funérailles du célèbre l'écrivain officiel du régime russe Maxime Gorki. L’équipe doit se scinder car il est demandé à Gide, pour un accueil triomphal, de gagner Moscou en avion, ce qu’il fait, accompagné du seul Herbart. Leur arrivée le 19 juin coïncide avec la mort de Gorki, dont Gide prononce le 18 juin sur la place Rouge l'éloge funèbre. Les autres membres de l’équipe sont eux partis de Londres sur un bateau soviétique, à destination de Léningrad.
Ensuite, il rend visite entre autres à Nikolaï Ostrovski, qui décéder le 22 décembre 1936. Il ne cache pas l'admiration que suscite en lui la personnalité du jeune écrivain. Tous les témoignages concordent sur le caractère somptueusement protocolaire, touristique, et sous surveillance du voyage, amenant Schiffrin et Guilloux à rentrer prématurément en France depuis Tiflis tandis que Dabit est resté, par amour pour une jeune femme, Alisson.
En plus d'être un récit de voyage, Retour de l'U.R.S.S décrit le désenchantement d'André Gide et de ses cinq compagnons de voyage (Jef Last, Louis Guilloux, Jacques Schiffrin, Pierre Herbart et Eugène Dabit, à l'occasion de leur séjour en Union soviétique. Ce dernier, tombé malade pendant le voyage, est mort à Sébastopol le 21 août 1936 et l'ouvrage lui est dédié.
André Gide accepte au cours du voyage de "reconnaître" son erreur en découvrant totalitarisme, sans "amour-propre qui tienne", car il est "responsable, ici, de ceux qu'elle "entraîne". Il n'hésite pas à écrire 

« Je doute qu'en aucun autre pays aujourd'hui, fut-ce dans l'Allemagne d'Hitler, l'esprit soit moins libre, plus courbé, plus craintif, plus vassalisé »

.

## Avertissement, inquiétude et consultations de l'auteur
À la veille de son voyage en URSS, Gide était déjà averti  du dossier de la répression en URSS par Pierre Naville, militant trotskyste, préfaçant le livre posthume de son frère Claude, "André Gide et le Communisme", paru en juin 1936. Il séjourna un peu plus de deux mois en Union soviétique, du 17 juin au 22 août 1936. Deux semaines après son retour, le 7 septembre, il écrit à Roger Martin du Gard qu'il lui "tarde" d’écrire mais aussi qu'il "appréhendait les attaques qui ne manqueraient pas de s’ensuivre" tout en restant inébranlable sur le principe de la publication.
Eugène Dabit, auteur de "L'Hôtel du Nord" est emporté par la scarlatine, le 21 août 1936, à Sébastopol alors qu'il allait avoir 38 ans, et le livre lui sera dédié.
Avant publication, il soumet son texte à plusieurs personnes, notamment à son compagnon de voyage, le jeune écrivain communiste Pierre Herbart. Ce dernier lui propose de la reporter, en raison de l’aide que la Russie soviétique s’apprêtait à donner aux combattants républicains espagnols pris dans la guerre d’Espagne, qui vient d’éclater. Pierre Herbart part alors pour cette guerre d’Espagne, enmenant avec lui le manuscrit du livre, pour rencontrer André Malraux et le questionner lui aussi.
Louis Aragon ayant, semble-t-il, prévenu les autorités soviétiques de la sortie imminente du livre, Herbart est arrêté, menacé de mort et ne doit sa libération qu’à l’intervention d’André Malraux.
Victor Serge, consulté aussi, a raconté dans ses Carnets sa rencontre avec Gide en novembre 1936, avant la publication, fut tenue secrète. Jean Cassou critique aussi le moment de la publication, en pleine guerre d'Espagne, craignant que le livre entrave le soutien aux Républicains espagnols.

## Accueil du public
Le livre est un grand succès: il se vend à 150 000 exemplaires.

## Janvier 1937, l'escalade de la presse communiste
Les autorités soviétiques tentent d’abord d’empêcher la publication de Retour de l'U.R.S.S., puis d’étouffer son impact par le silence, puis réagissent rapidement via le PCF, Louis Aragon en tête. Ceux-ci reproduisent d’abord les articles soviétiques contre lui. Puis, dans le numéro du 15 janvier 1937 de l'hebdomadaire Europe, Georges Friedmann dépeint Gide en bourgeois ignorant tout des besoins et des aspirations populaires, à la vision esthétisante du monde, ce qui n'est toujours pas suffisant. Une lettre de Romain Rolland jugeant le livre « médiocre », « superficiel », est alors publiée dans L'Humanité le 18 janvier 1937, qui publie le lendemain des articles similaires de Jean Bruhat. Ces articles ne suffisant toujoujours pas, les soviétiques réclament un témoignage d'un des compagnons de Gide lors du voyage, mais échouent à l'obtenir
Après la parution de Retouches, en juin 1937, c’est le déchaînement contre Gide, taxé de « fasciste », et poussé vers la droite. André Gide s'éloigne de ses sympathies soviétiques : l'« Homme nouveau » n’est pas en URSS, la politique ne lui a pas apporté ce qu’il attendait.

## Juin 1937, la suite:Retouches à mon «Retour de l'U.R.S.S.»
En réaction aux procès de Moscou, Gide revient à la charge avec Retouches à mon retour de l'URSS, où il ne se contente plus de faire part d'observations, mais dresse un réquisitoire contre le stalinisme. « Que le peuple des travailleurs comprenne qu'il est dupé par les communistes, comme ceux-ci le sont aujourd'hui par Moscou », écrit-il.

« Du haut en bas de l'échelle sociale reformée, les mieux notés sont les plus serviles, les plus lâches, les plus inclinés, les plus vils. Tous ceux dont le front se redresse sont fauchés ou déportés l'un après l'autre. Peut-être l'armée rouge reste-t-elle un peu à l'abri ? Espérons-le ; car bientôt, de cet héroïque et admirable peuple qui méritait si bien notre amour, il ne restera plus que des bourreaux, des profiteurs et des victimes. »

— André Gide, Retouches à mon « Retour de l'U.R.S.S. », p. 132.

## Solidarité de Louis Guilloux et Pierre Herbart
Dans le numéro de mars du journal Vendredi, un article de Louis Aragon intitulé « Vérités élémentaires » cite Gide, mais pas son livre, aux côté de Roland Dorgelès et Victor Serge, comme les « écrivains qui tournent à l’antisoviétisme », accusés d’être « les avocats d’Hitler et de la Gestapo » et assimilés aux trotskistes.
Les attaques de Louis Aragon se durcissent après la publication de la suite du livre en juin 1937. Dans le discours de clôture du Congrès international pour la défense de la culture, il déclare : « le clerc qui trahit est celui qui sert quelques-uns contre le peuple par l’habileté qu’il a acquise à manier les idées et les mots. J’ai nommé André Gide ». Lors de l'édition précédente, en 1935, Gide s’était élevé contre le reproche d’uniformisation et de nivellement, couramment fait à l’URSS et au communisme, et avait redit son admiration pour l’URSS .
Aragon et Jean-Richard Bloch, qui dirigent le grand communiste Ce Soir, exigent une réaction de l'écrivain et journaliste Louis Guilloux responsable de la page littéraire et qui vient de publier le roman Sang noir, qui avait participé au voyage. Ils lui demandent d'écrire un article contre Gide pour l'accuser de s'être mal comporté durant le voyage. Mais il refuse. Du coup l'article prévu ne parait que dans l'hebdo Vendredi, le 29 janvier 1937, signé de Paul Nizan, qui lui était absent au voyage.
Un autre article, parait dans le même numéro, qui lui confirme les analyses de Gide. Il est signé du romancier communiste Pierre Herbart, participant au voyage, qui écrit que « le socialisme – phase inférieure du communisme – n’est pas encore “réalisé” comme on l’avait proclamé » et évoque aussi « l’absence totale de démocratie dans le parti » communiste. Pierre Herbart travaillait depuis 1935 à Moscou, à la rédaction de La Littérature internationale. Il publiera en 1937 ses notes de voyage, titrées En URSS 1936, comportant un appendice sur l’affaire, estimant simplement que le moment était mal choisi pour révéler certains points de la situation en URSS. C'est au cours de ce voyage en URSS, ils ont « appris deux grandes nouvelles : celle des premiers grands procès et le soulèvement de Franco » en Espagne et des deux, « il est difficile de dire laquelle fut la plus importante », y écrit-il.

## Licenciement de Louis Guilloux
Le refus de Louis Guilloux d'écrire le réquisitoire contre André Gide que lui a réclamé Louis Aragon lui vaut son renvoi de Ce Soir à la fin août 1937, ce qui met fin à un salaire qui tombait tous les mois, alors que ses droits d’auteur ne lui permettent pas encore de vivre de son travail, l'obligeant à "rentrer en Bretagne" où « il s’engage encore plus dans l’action au sein du SRI briochin pour soutenir les réfugiés » de la guerre d'Espagne.

## En URSS, représailles contre les sources d'information
Comme l'ont montré les archives ouvertes après la chute de l'URSS, les personnes avec qui André Gide, désigné comme "traître" et complice des "fascistes" et des "trotskystes", avaient pris contact seront visées par la police soviétique : plusieurs procès seront intentés à des interlocuteurs ou interprètes, qui sont fusillés, meurent au Goulag ou se suicident.

## Éditions
- Retour de l'U.R.S.S., éditions Gallimard, 1936 ; Retouches à mon "Retour de l'URSS", éditions Gallimard, 1937.
- Retour de l'U.R.S.S. suivi de Retouches à mon « Retour de l'U.R.S.S », coll. « Folio » no 4984, éditions Gallimard, 2009  (ISBN 978-2-07-034321-8).

- Retour de l'URSS suivi de Retouches à mon "Retour de l'URSS", préface de Sophie Cœuré, Petite Bibliothèque Payot, 2022  (ISBN 978-2-228-92973-8). Première édition intégrale en poche.